# Comuna Ecaterinovca, Cimișlia
Comuna Ecaterinovca este o comună din raionul Cimișlia, Republica Moldova. Este formată din satele Ecaterinovca (sat-reședință) și Coștangalia.
Satul a fost fondat în 1908 de coloniști germani. În 2025 a fost înființat muzeul istoric „Jekaterinowka”, denumit „Muzeul de istorie al germanilor Basarabeni”.
În 1940, în sat locuiau 706 germani și 44 de persoane de altă naționalitate.

## Demografie
Conform datelor recensământului din 2014, comuna are o populație de 1.512 locuitori. La recensământul din 2004 erau 1.906 locuitori.

## Administrație și politică
Componența Consiliului local Ecaterinovca (9 consilieri), ales la 5 noiembrie 2023, este următoarea:

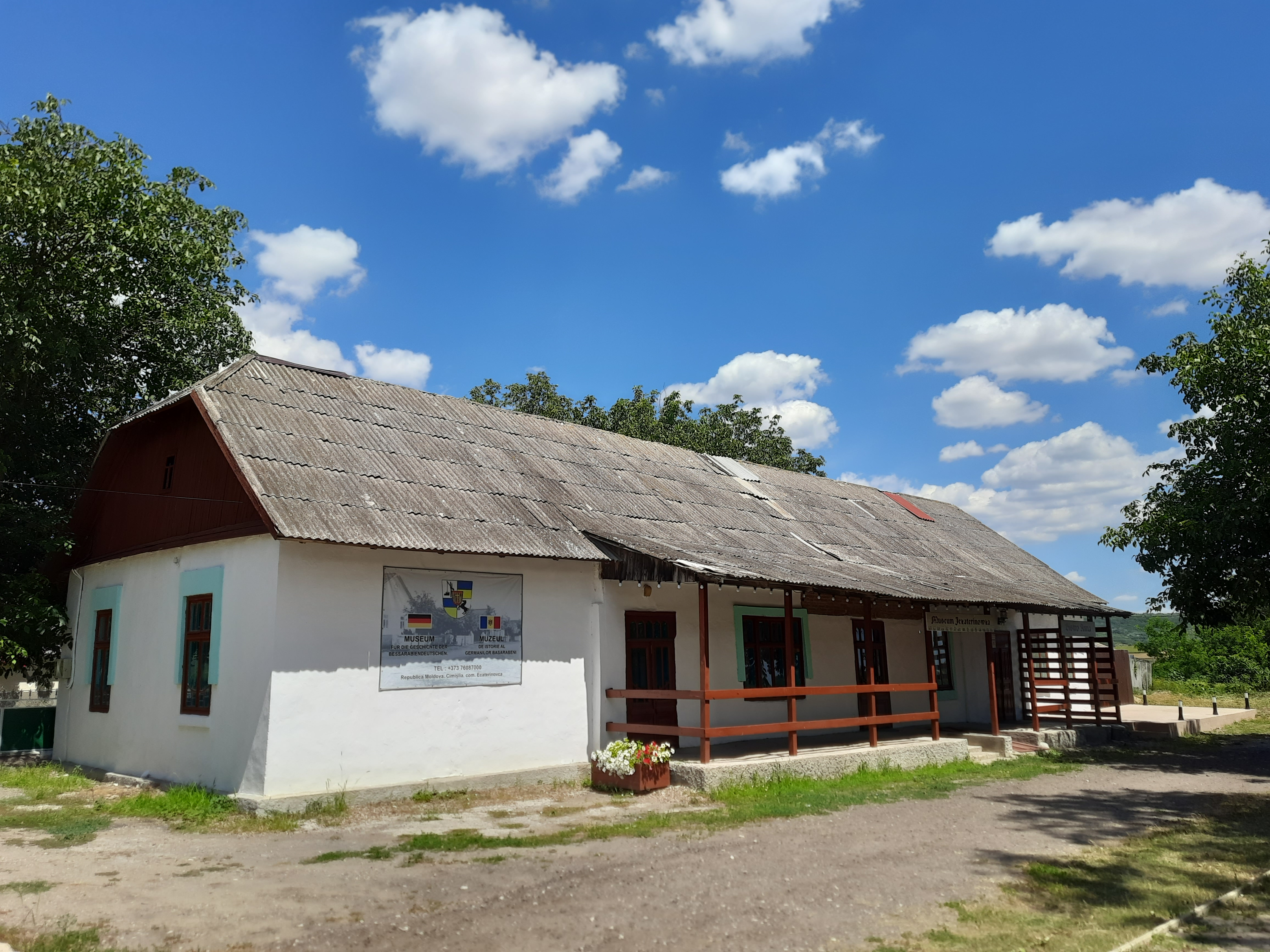
Muzeul de istorie a germanilor din Basarabia din Ecaterinovca.

|  | Partid                                      | Consilieri | Componență | Componență | Componență | Componență | Componență |
|  | ------------------------------------------- | ---------- | ---------- | ---------- | ---------- | ---------- | ---------- |
|  | Partidul Acțiune și Solidaritate            | 5          |            |            |            |            |            |
|  | Partidul Comuniștilor din Republica Moldova | 2          |            |            |            |            |            |
|  | Partidul Social Democrat European           | 1          |            |            |            |            |            |
|  | Partidul „Renaștere”                        | 1          |            |            |            |            |            |